# Didymodon sicculus
Didymodon sicculus är en bladmossart som beskrevs av Cano et al. 1996. Didymodon sicculus ingår i släktet lansmossor, och familjen Pottiaceae. Inga underarter finns listade i Catalogue of Life.